# 飽和電壓

Diode I-V diagram

飽和電壓（Saturation voltage），以矽二極體為例，它的飽和電壓就大概在0.7V左右，當二極體兩端加上順向電壓時(可以用電源供應器串接一個電阻)，就會產生電流，在二極體的兩端就會有電壓差，當這個電流由小變大時，電壓差也會逐漸變大，但大到接近飽和電壓以後，電壓差就不再明顯的隨電流上升而上升，這時，這個電壓差就是二極體的飽和電壓。

## 外部連結
- "Saturation voltage" - 搜索 Google 圖書
- "飽和電壓" - 搜索 Google 圖書